# Aurel Breilean
Aurel Breilean (n. 28 martie 1929, Gurasada, județul Hunedoara - d. 2009) a fost un pictor și profesor român cunoscut pentru contribuțiile sale în domeniul artelor vizuale. A absolvit Institutul de Arte Plastice Ion Andreescu din Cluj-Napoca, specializându-se în pictură, în anul 1955. Breilean a studiat sub îndrumarea profesorilor de prestigiu Aurel Ciupe, Catul Bogdan și Petre Abrudan.
El și-a adus contribuția în domeniul educației artistice ca profesor și a fost asociat cu Facultatea de Arte și Design din cadrul Universității de Vest din Timișoara.
Inițial, Aurel Breilean a fost profesor la Institutul Pedagogic de Desen, iar între anii 1960 și 1979 a fost ales Șef de Catedră. Totuși, în 1979, instituția a fost desființată prin decret de stat. Profesorul Breilean a rămas în cadrul Universității de Vest și în anul 1990 a avut inițiativa de a reînființa o facultate cu profil artistic în Timișoara.
Astfel, el a pus bazele unei secții de Pedagogia Artei în cadrul Facultății de Litere a universității. Ulterior, odată cu înființarea secțiilor de pictură, grafică, sculptură și arte decorative, a reușit să le reunească într-o Facultate de Arte Plastice independentă. Aurel Breilean a condus această facultate în calitate de Decan în perioada 1990-1994, având un rol semnificativ în dezvoltarea și orientarea sa.
Membru al Uniunii Artiștilor Plastici din 1968, Aurel Breilean a adus o contribuție semnificativă comunității artistice. A avut numeroase expoziții personale de-a lungul carierei sale, inclusiv în Timișoara (1967, 1974, 1982, 1994, 1999, 2004), Lugoj (1979) și Deva (1981), precum și participări la saloanele oficiale desfășurate în Timișoara (1970-2004), București (1970, 1973, 1975, 1980, 1984, 1986), Deva (1980, 1983) și Reșița (1984, 1986).
Pe lângă expozițiile personale, Breilean a participat și la numeroase expoziții de grup și colective în România, în orașe precum Timișoara, București, Constanța, Iași, Arad, Lugoj, Reșița și Deva, între anii 1955 și 1994. De asemenea, a expus lucrări internațional în orașe precum Novi Sad (Iugoslavia), Belgrad (Iugoslavia), Modena (Italia), Hofgeismar, Cuxhaven, Gluckstad, Göttingen, Nordheim (Germania), Lucerna (Elveția), Niestetal (Germania) și Szekszárd (Ungaria).
De-a lungul carierei sale, Aurel Breilean a primit recunoaștere pentru realizările sale artistice. A fost distins cu Medalia a 30-a aniversare a eliberării României în 1974, Diploma de onoare a Centrului universitar Timișoara în 1989, Diploma de onoare a Consiliului Județean Timiș pentru merite deosebite culturale și artistice și Diploma de onoare a Universității de Arte și Design din Cluj Napoca în 1996, precum și Ordinul Meritul Cultural în grad de ofițer în 2004.